# 20 Dywizjon Artylerii Przeciwpancernej

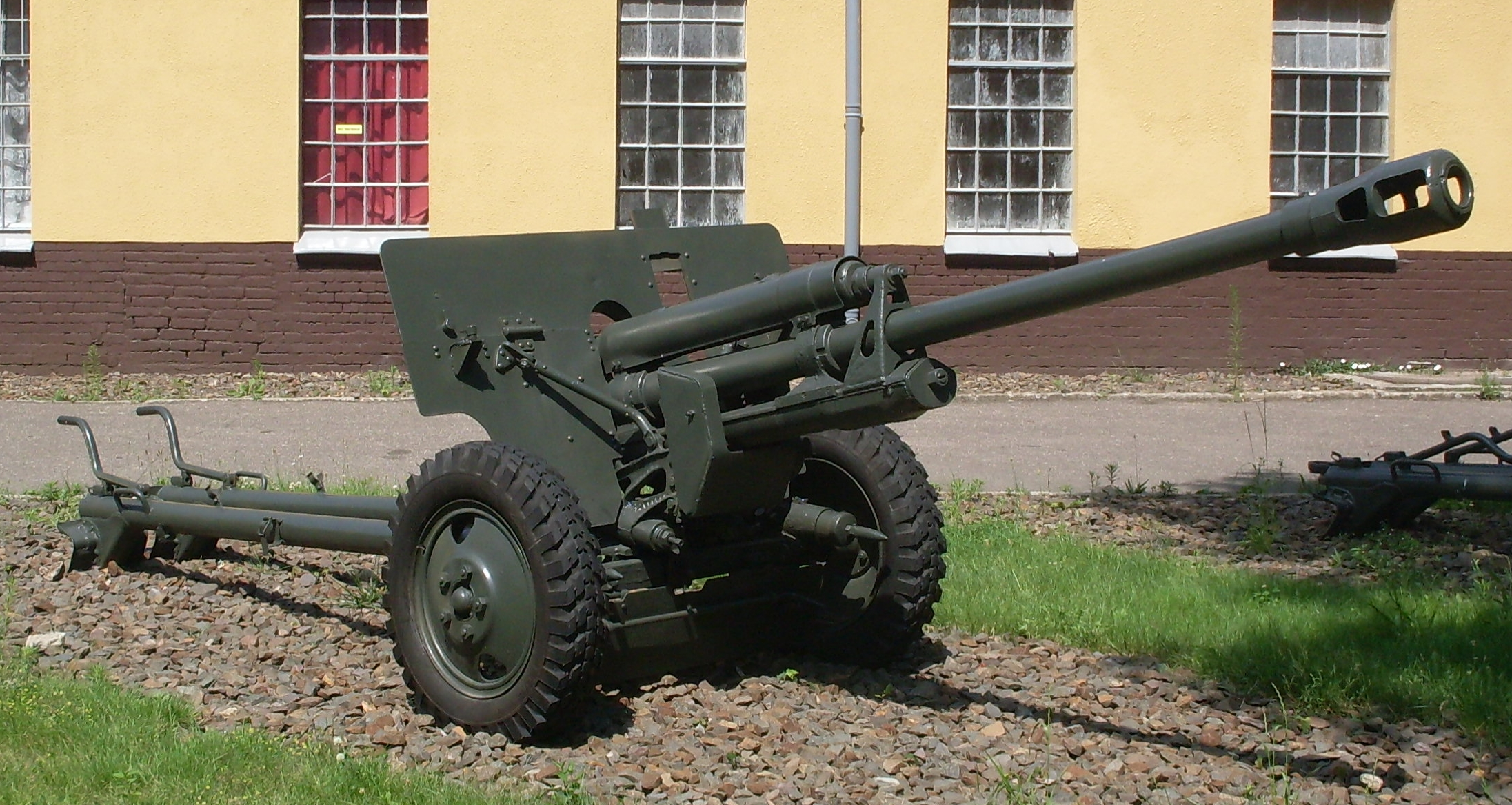
76 mm armata wz. 1942 (ZiS-3)

20 Wejherowski dywizjon artylerii przeciwpancernej (20 dappanc) – pododdział artylerii przeciwpancernej ludowego Wojska Polskiego.

## Formowanie i zmiany organizacyjne
W lipcu 1945, w rejonie Grodziska Wielkopolskiego, został sformowany 20 samodzielny dywizjon artylerii samochodowej. Jednostka została zorganizowana na bazie 11 Samodzielnej Niszczycielskiej Brygady Przeciwpancernej, według etatu Nr 2/4 o stanie 171 żołnierzy.
14 października 1945 pododdział został włączony w skład 16 Dywizji Piechoty oraz dyslokowany z Tomaszowa Mazowieckiego do Starogardu Gdańskiego. W marcu 1946 dywizjon został przeformowany na etat Nr 2/53 i przemianowany na 20 samodzielny dywizjon artylerii przeciwpancernej.
Na podstawie rozkazu organizacyjnego Nr 0208/Org. Naczelnego Dowódcy WP z 22 listopada 1946 roku jednostka została przeformowana na etat Nr 2/73, otrzymała i została dyslokowana do Wejherowa.
22 maja 1947 Minister Obrony Narodowej nadał dywizjonowi nazwę wyróżniającą "Wejherowski". 29 czerwca 1947 roku jednostka otrzymała sztandar ufundowany przez społeczeństwo powiatu morskiego.
W październiku 1948 dyon został przeformowany na etat Nr 2/79 o stanie 164 żołnierzy. W marcu 1949 jednostka została podporządkowana dowódcy 8 Zmotoryzowanej Dywizji Piechoty, dyslokowana do Kołobrzegu i przeformowana w 91 Wejherowski pułk artylerii przeciwpancernej.

## Struktura organizacyjna
Dowództwo i sztab
- pluton dowodzenia
- trzy baterie armat przeciwpancernych
  - dwa plutony ogniowe po 2 działony

Razem według etatu 2/79 w 1949 - 12 armat 76 mm ZiS-3